# آرتور اکرت
 آرتور اکرت (انگلیسی: Artur Ekert؛ زاده ۱۹ سپتامبر ۱۹۶۱) یک دانشمند اهل لهستان است. 